# Norman Mineta
Norman Yoshio Mineta, född 12 november 1931 i San Jose, Kalifornien, död 3 maj 2022 i Edgewater i Anne Arundel County, Maryland, var en amerikansk demokratisk politiker. Han var ledamot av USA:s representanthus 1975–1995. Han tjänstgjorde som USA:s handelsminister under president Bill Clinton 2000–2001. Han var sedan transportminister i George W. Bushs kabinett 2001–2006.
Minetas föräldrar var invandrare från Japan. De hade ännu inte fått amerikanskt medborgarskap vid tidpunkten för Norman Minetas födelse. Under andra världskriget skickades hela familjen till Heart Mountain, Wyoming där de fick tillbringa resten av kriget på ett interneringsläger.
Mineta studerade företagsekonomi vid University of California, Berkeley. Efter studierna tjänstgjorde han i USA:s armé 1953–1956.
Mineta var borgmästare i San Jose 1971–1974. Han blev sedan invald i representanthuset i kongressvalet 1974. Han omvaldes tio gånger. Han avgick 1995 och efterträddes som kongressledamot av Tom Campbell.
Bill Clinton utnämnde år 2000 Mineta till handelsminister. Han efterträddes följande år på den posten av Donald Evans i den nya republikanska administrationen. Som enda demokrat fick dock Mineta fortsätta som minister under George W. Bush, denna gång som transportminister. Han efterträdde då Rodney E. Slater. Mineta avgick 2006 och efterträddes då själv av republikanen Mary Peters.